# 田村あゆち
田村 あゆち（たむら あゆち、1972年10月28日 - ）は、日本のフリーアナウンサー。

## 経歴など
愛知県名古屋市出身。小学生時代はオーストラリア・メルボルンで過ごし、高校と大学時代は、アメリカ合衆国・ミシガン州で過ごす。ミシガン大学卒業後、東京大学大学院医学系研究科人類遺伝学専攻修士課程を修了し、東京大学医科学研究所に勤務した後、アナウンサーに転身。政治・経済などの報道番組を中心に出演し、英語キャスターや翻訳などもこなす。健康・医学系のシンポジウムの司会やコーディネーターも務める。2004年に長女を出産している。

## 出演番組

### テレビ
- 英語ビジネスワールド（NHK教育）
- 世界アルツハイマーデースペシャル（テレビ東京）
- ピースロードをゆく 外務省広報番組（テレビ東京）
- モノづくり新時代～ナノテクノロジーへの挑戦～（MXテレビ）
- ドリームロード～僕らの株式投資強化書～（BSジャパン）
- 聞きたい、知りたい、認知症のすべて(BS-TBS)
- 健康万歳～正しい薬の使い方・飲み方（BS朝日）
- 不動産投資 A to Z Season2(日経CNBC)
- 備え万全！新証券税制～特定講座ってなに？～(日経CNBC)
- マーケットトーク(日経CNBC)
- ニュースカフェ(朝日ニュースター）
- デモクラシーナウ！スペシャル（朝日ニュースター）
- 田中康夫のニュースウォッチ～リーダーの条件（朝日ニュースター）
- ニュースカフェ（朝日ニュースター）
- 速報!!記者会見（朝日ニュースター）
- 列島365（朝日ニュースター）
- ニュースジョッキー（朝日ニュースター）
- リベラルタイム（BS11）
- 報道ライブ インサイドOUT（BS11）

### ラジオ
- 生島ヒロシのおはよう一直線～海外留学アドバイス～（TBSラジオ）
- NHK英語　新リスニングテスト（NHKラジオ第二）
- Asia Weekly（NHKワールド・ラジオ日本）
- Pop! Joins the World （NHKワールド・ラジオ日本）

### シンポジウム
- ピンクリボンシンポジウム
- 朝日 骨の健康フォーラム
- 読売 腸と健康のフォーラム
- 21世紀の食と健康フォーラム
- 機能性表示食品フォーラム
- 女性のための漢方セミナー
- ワクチンの学校（予防接種フォーラム）
- 朝日 肺がんフォーラム
- 呼吸の日記念フォーラム
- デンタルフォーラム
- ブルークローバーキャンペーン（前立腺がんフォーラム）
- C型肝炎フォーラム
- ロコモティブシンドロームフォーラム
- 糖尿病フォーラム
- 目の健康フォーラム
- メタボリックシンドロームフォーラム
- 世界乾癬デー市民公開講座
- 炎症性腸疾患市民公開講座
- アンチエイジングフォーラム
- 世界アルツハイマーデー記念シンポジウム
- 朝日介護フォーラム
- タケダヤングフォーラム～医学を志す君たちへ～
- ロボットと暮らす明日
- 明日の環境・福祉と人間フォーラム

### 司会
- ユーキャン新語・流行語大賞
- 毎日映画コンクール
- 世界のお巡りさんコンサート（バイリンガル）
- 和食ワールドチャレンジ（バイリンガル）